# 伊拉克人
伊拉克人，是指生活在伊拉克國內的居民。
阿拉伯人是伊拉克最大的族群，而庫爾德人是最大的少數民族，土庫曼人是該國第三大民族。2018年人口估計為40,194,216 人（居住在伊拉克），超過 1000萬人居住在海外，大部分人口是什葉派阿拉伯人（15000000）、遜尼派阿拉伯人（9000000），其次是庫爾德人（8000000）、土庫曼人（3000000）、波斯人（50 萬）、亞述人和亞美尼亞人（500000）、雅茲迪人（500000）和沙巴克人（25 萬）。其他少數民族包括曼迪斯人 (3,000)、羅姆人 (50,000) 和切爾克斯人 (2,000)。使用最多的語言是美索不達米亞阿拉伯語、庫爾德語、伊拉克土庫曼語方言和敘利亞語。 
由於伊拉克上一次人口普查是在30多年前，居住在伊拉克的不同民族宗教團體的百分比因來源而異。政府計劃於2020年對伊拉克進行新的人口普查。

## 起源
美索不達米亞是許多西亞早期文明發源地，也是很多帝國的文化和政治中心，如阿卡德帝國、亞述和巴比倫。蘇美爾的古代美索不達米亞文明是世界上已知最古老的文明，因此伊拉克被廣泛稱為文明的搖籃。幾千年來，伊拉克一直是重要的文明中心，直到阿拔斯哈里發（巴格達是其首都）成為中世紀世界最先進的帝國（見伊斯蘭黃金時代）。因此，美索不達米亞過去見證了幾次移民，最大影響力是阿拉伯人。

## 宗教
伊拉克也是宗教多元化的地區，1968年伊拉克憲法將伊斯蘭教確立為國教，因為大多數伊拉克人（97%）是穆斯林（主要是什葉派，但也包括大量遜尼派)。
除伊斯蘭教外，許多伊拉克人是屬於各種基督教教派的基督徒。大多數伊拉克基督徒是亞述人，而非敘利亞基督徒主要是伊拉克阿拉伯人和亞美尼亞人。伊拉克亞述人主要屬於敘利亞東正教、東方亞述教會、加色丁禮天主教會、東方古教會和敘利亞禮天主教會。伊拉克阿拉伯基督徒屬於安條克希臘東正教和安條克梅爾基特希臘天主教會，伊拉克亞美尼亞人屬於亞美尼亞東正教和亞美尼亞天主教。在伊拉克戰爭之後，他們在伊拉克境內的人數已經減少到大約 500,000人。
伊拉克曾經也是猶太教繁盛的地方，歷史上猶太人也大量出現在伊拉克，伊拉克擁有中東最大的猶太人口，但在1949年至1952年期間幾乎所有人都移居以色列之後，他們的人口減少至只有20000人。

## 移民
伊拉克人是世界上最大的僑民團體之一。伊拉克僑民並不是突然外流，而是在20世紀迅速增長，因為每一代人都面臨某種形式的激進轉型或政治衝突。 
從1950年到1952年，在以色列領導的“以斯拉和尼希米行動”下，伊拉克發生了大約120,000至130,000名猶太人的大規模外流(回到以色列)。另外至少有兩次大規模的基督徒和穆斯林移民潮。在薩達姆·侯賽因 統治期間，大量伊拉克人離開了該國，而在第二次海灣戰爭及其後，大量伊拉克人離開了該國。 
聯合國估計，在2003年美英領導的入侵之後，伊拉克約有40%中產階級已逃離該國。 